# Apeadeiro de Silvã-Feiteira
O Apeadeiro de Silvã-Feiteira é uma interface encerrada do Ramal da Figueira da Foz, que servia as localidades de Silvã e Feiteira, no distrito de Aveiro, em Portugal.

## Descrição
O abrigo de plataforma situava-se do lado sul da via (lado direito do sentido ascendente, a Pampilhosa).

## História

### Inauguração
O Ramal da Figueira da Foz foi inaugurado, como parte da Linha da Beira Alta, no dia 3 de agosto de 1882, pela Companhia dos Caminhos de Ferro Portugueses da Beira Alta. Silvã-Feiteira não constava entre as estações e apeadeiros existentes na linha à data de inauguração, porém, tendo este interface sido criado posteriormente.

### Encerramento
O Ramal da Figueira da Foz foi encerrado à circulação pela Rede Ferroviária Nacional em 5 de janeiro de 2009, por motivos de segurança. A empresa Comboios de Portugal assegurou um serviço rodoviário de substituição até 1 de janeiro de 2012.